# European Speedster Assembly
European Speedster Assembly, spesso abbreviato in ESA, è un evento di speedrun di videogiochi per beneficenza che si tiene in Svezia. L'evento si è svolto all'interno del Skövde Cultural Center di Skövde, nella provincia svedese di Västergötland, dal 2012 al 2015, mentre dal 2016 si tiene a Växjö, presso il Quality Hotel Royal Corner. Fino al 2017 l'evento si è svolto esclusivamente nel periodo estivo, nel mese di luglio, durante un'edizione ora nota come ESA Summer. Dal 2018 viene organizzata anche un'edizione invernale nel mese di febbraio, denominata ESA Winter. L'evento è sponsorizzato da Ludendi, un'organizzazione non-profit sui videogiochi localizzata a Skövde.
Durante l'evento, le speedrun dei partecipanti vengono trasmesse in diretta su Twitch.tv, e gli spettatori possono donare dei soldi per influenzare le stesse e sbloccare alcuni incentivi. I soldi raccolti durante ogni maratona vengono donati in beneficenza all'ONG Save the Children.